# Station Wandignies-Hamage
Station Wandignies-Hamage is een voormalig spoorwegstation in de Franse gemeente Wandignies-Hamage. Het station is gesloten.